# نبرد باغوز فوقانی
نبرد باغوز فوقانی (انگلیسی: Battle of Baghuz Fawqani) تهاجمی توسط نیروهای دموکراتیک سوریه (SDF) با کمک ائتلاف ایالات متحده علیه داعش بود که در ۹ فوریه ۲۰۱۹ به عنوان بخشی از عملیات دیرالزور آغاز شد. این نبرد پیرامون باغوز فوقانی در میانه دره رود فرات انجام شد و در نهایت آخرین قلمرو داعش هم سقوط کرد.
نیویورک تایمز روز شنبه ۱۳ نوامبر ۲۰۲۱ گزارش داد که ارتش آمریکا بخشی از حملات هوایی سال ۲۰۱۹ در سوریه در جریان حمله باغوز که به مرگ ۶۴ زن و کودک منجر شد و احتمالاً جنایت جنگی است را پنهان کرده است. به گزارش نیویورک تایمز دو حمله پیاپی در روز ۱۸ مارس ۲۰۱۹ در نزدیکی شهر توسط واحد عملیات ویژه و محرمانه آمریکا که وظیفه آن عملیات زمینی در سوریه بود انجام شد.